# ウルワシマホロバ〜美しき場所〜
「ウルワシマホロバ〜美しき場所〜」（ウルワシマホロバ うつくしきばしょ）は、原由子の楽曲。自身の1作目の配信シングルとして、タイシタレーベル / ビクターエンタテインメントから2012年4月4日に着うた、同年4月18日に着うたフル及びAndroid向けダウンロードで配信された。
2016年12月12日からは主要配信サイトにてダウンロード配信、2019年12月20日からはストリーミング配信が開始されている。

## 背景
自身の中では初めて配信シングルが発売された作品。「ヘヴン」と同時リリースとなった。

## 収録曲
1. ウルワシマホロバ〜美しき場所〜 (4:34)
（作詞・作曲：原由子 / 編曲：曽我淳一＆原由子）[9]
映画『ももへの手紙』主題歌[9]。
原は主題歌のオファーを受け、何度も『ももへの手紙』を観たといい、原が言うにはその度に涙が出てしまうという[10]。
書き始めたときは映画の舞台である瀬戸内の美しい風景を思い描いていたが、作詞をしている頃に東日本大震災が起きた影響もあって、映画の内容により寄り添う楽曲となった[2][1]。
東日本大震災復興支援を目的として2011年5月に発売された「チーム・アミューズ!!」の楽曲「Let's try again」と並行してレコーディングが行われた[2]。
原の2013年の著書『あじわい夕日新聞〜夢をアリガトウ〜』の発売を告知したYouTubeの動画では、前半に「ヘヴン」のサビが、後半にこの曲のサビが流れている[11]。

## 参加ミュージシャン
- ウルワシマホロバ〜美しき場所〜[9]
  - 原由子：Vocal, Piano, Synthesizer＆Chorus[9]
  - 曽我淳一：Keyboards＆Computer Programming[9]
  - 斎藤誠：Acoustic Guitar[9]
  - 角田俊介：Bass[9]
  - 鎌田清：Drums[9]
  - 金原千恵子ストリングス：Strings[9]
  - 桑田佳祐：Chorus[9]

## 収録アルバム
| 曲名                           | 作品名         |
| ------------------------------ | -------------- |
| ウルワシマホロバ〜美しき場所〜 | アルバム未収録 |